# Lunamatrona
Lunamatrona är en ort och kommun i provinsen Sydsardinien i regionen Sardinien i sydvästra Italien. Kommunen hade 1 705 invånare (2017).